# Jajanga
Jajanga es una ciudad censal situada en el distrito de Kendujhar en el estado de Odisha (India). Su población es de 7482 habitantes (2011). Se encuentra a 39 km de Kendujhar y a 213 km de Bhubaneswar.

## Demografía
Según el censo de 2011 la población de Jajanga era de 7482 habitantes, de los cuales 3978 eran hombres y 3504 eran mujeres. Jajanga tiene una tasa media de alfabetización del 60,77%, inferior a la media estatal del 72,87: la alfabetización masculina es del 73,48%, y la alfabetización femenina del 45,85%. 